# Cryptocorypha napoleonis
Cryptocorypha napoleonis är en mångfotingart som beskrevs av Carl Graf Attems 1912. Cryptocorypha napoleonis ingår i släktet Cryptocorypha och familjen fingerdubbelfotingar. Inga underarter finns listade i Catalogue of Life.